# Alex Dawson
Alexander Downie „Alex“ Dawson (* 21. Februar 1940 in Aberdeen; † 17. Juli 2020) war ein schottischer Fußballspieler. Als Mittelstürmer „klassischer Prägung“ war er nach dem Flugzeugunglück von München im Februar 1958 für einige Jahre Stammspieler bei Manchester United, bevor er sich bei Preston North End mit über 100 Zweitligatoren als „Black Prince of Deepdale“ in die Vereinsgeschichte eintrug.

## Sportlicher Werdegang
Dawson debütierte am 22. April 1957 für die erste Mannschaft von Manchester United gegen den FC Burnley (2:0) und bei seinen insgesamt drei Ligaeinsätzen in der ausgehenden Meistersaison 1956/57 gelangen ihm gleichsam drei Tore. Nach der Flugzeugkatastrophe von München im Februar 1958 gelang ihm der sportliche Durchbruch im Profiteam und besondere Aufmerksamkeit erregte sein Hattrick im FA-Cup-Halbfinalwiederholungsspiel gegen den FC Fulham im Highbury. Als Mittelstürmer, der weniger durch spielerische Finesse und mehr durch Athletik überzeugte, schoss er in seinen letzten zwei vollen Spielzeiten für United 31 Tore in 50 Partien. Dennoch konnte er sich dabei nie einen dauerhaften Stammplatz erarbeiten. Als dann 1961 mit David Herd vom FC Arsenal ein weiterer Zentrumsstürmer verpflichtet wurde, zeigte sich schnell, dass Dawson nicht mit dem Neuzugang harmonieren würde. So ließ ihn Uniteds Trainer Matt Busby im Oktober 1961 zu Preston North End, das kurz zuvor in die zweite Liga abgestiegen war, weiterziehen, 
Bei seinem neuen Verein war Dawson auf Anhieb ein Schlüsselspieler und in der Saison 1963/64 erreichte Preston North End das Endspiel im FA Cup. Dort schoss Dawson gegen West Ham United die zwischenzeitliche 2:1-Führung, bevor die Partie noch mit 2:3 verloren ging. Er war in vielen Jahren bester Torschütze von „PNE“ und hatte vor allem in den Spielzeiten 1962/63 (27 Treffer), 1963/64 (36 Treffer) und 1964/65 (erneut 27 Treffer) seine ertragsreichste Zeit. Sein Spitzname war „Black Prince of Deepdale“ (deutsch: Schwarzer Prinz von Deepdale) und in einem Team, das sich eher unbeständig zeigte und den ersehnten Wiederaufstieg in die Erstklassigkeit stets verpasste, zeigte er sich derart konstant, dass über einen Transfer von Dawson zu einem ambitionierteren Klub spekuliert wurde. Dazu sollte es jedoch nicht kommen; stattdessen wechselte er noch vor Ablauf der Spielzeit 1966/67 im März 1967 zum Ligakonkurrenten FC Bury.
Bury kämpfte in der zweiten Liga gegen den Abstieg und letztlich konnte auch Dawson nicht verhindern, dass sein neuer Klub als Tabellenletzter den Gang in die Drittklassigkeit antreten musste. Im Dezember 1968 zog er weiter zu Brighton & Hove Albion. Dort ließ er bis 1971 – unterbrochen durch eine Leihperiode im Jahr 1970 beim FC Brentford im Westen Londons – seine Profikarriere ausklingen und wechselte danach in den Amateurbereich zu Corby Town.

## Titel/Auszeichnungen
- FA Youth Cup (2): 1956, 1957